# Mayyafushi
Mayyafushi (ou Meyyafushi ou Mayyaafushi) est une petite île inhabitée des Maldives.

## Géographie
Mayyafushi est située dans le centre des Maldives, à l'Est de l'atoll Faadhippolhu, dans la subdivision de Lhaviyani. 